# Stellan Mörner (musikforskare)
Carl-Gabriel Stellan Mörner, född 10 juli 1915 i Ystad, död 18 januari 1977 i Stockholm, var en svensk bibliotekarie, musikforskare och radiotjänsteman.
Stellan Mörner var son till greven och kommendören Adolf Göran Mörner. Efter studentexamen vid Östermalms högre allmänna läroverk 1935 och examen vid officersaspirantskolan i Linköping 1936 blev han 1937 student vid Stockholms högskola. Här utbildade han sig till bibliotekarie med studier i musikvetenskap och arbetade 1940–1952 periodvis vid Stockholms stadsbibliotek. År 1942 blev han student vid Uppsala universitet och avlade kort därefter en filosofie kandidatexamen där. Mörner var 1942–1943 bibliotekarie och studieledare vid Livregementet till häst, lärare och sektionsledare för musikkurser inom kursverksamheten vid Stockholms högskola och blev 1947 filosofie licentiat vid Uppsala universitet. Han avlade 1947 bibliotekarieexamen vid skolöverstyrelsens bibliotekarieskola och arbetade under somrarna 1947–1949 som bibliotekarie vid Lantbruksakademiens bibliotek. Han anställdes 1950 vid Svensk läraretidnings förlag och blev 1952 filosofie doktor efter att ha disputerat med en avhandling om Johan Wikmanson. Mörner blev 1953 ledamot av styrelsen för Jenny Lindsällskapet och samma år arkivarie och katalogchef vid Radiotjänsts grammofonarkiv. 1961 blev han chef för grammofonarkivet och 1967 expert och ansvarig för program- och repertoaranalys vid musikavdelningen hos Sveriges Radio. Möller var även skivrecensent i Biblioteksbladet 1954–1973, lärare vid Statens bibliotekarieskola 1955-1972, ledamot av kyrkofullmäktige i Johannes församling i Stockholm från 1966 och ledamot av kyrkorådet där från 1968, ledamot av styrelsen för Bellmansällskapet från 1970 och sekreterare där från 1973 samt ledamot av Johannes församlings orgelbyggningskommitté 1972–1975.